# Eastern European Funk
Eastern European Funk – utwór litewskiego zespołu muzycznego InCulto wydany 16 kwietnia 2010 roku w formie minialbumu. Piosenka została umieszczona na trzeciej płycie studyjnej grupy zatytułowanej Closer Than You Think. Utwór napisali członkowie InCulto.
Oficjalny teledysk do utworu został opublikowany w serwisie YouTube 23 marca 2010 roku.
W 2010 roku utwór wygrał finał litewskich eliminacji eurowizyjnych, dzięki czemu reprezentował Litwę w 55. Konkursie Piosenki Eurowizji organizowanym w Oslo. 27 maja utwór został zaprezentowany przez zespół jako pierwszy w kolejności w drugim półfinale konkursu i zajął dwunaste miejsce z dorobkiem 44 punktów, przez co nie zakwalifikował się do finału.

## Lista utworów
Eastern European Funk – EP
1. „Eastern European Funk” – 2:39
2. „Keen on Dancing” – 5:23
3. „Sabroso” – 3:09
4. „Welcome to Lithuania” (Live) – 4:27
5. „Eastern European Funk” (Acoustic) – 2:34
6. „Eastern European Funk” (2Foxy Remix) – 5:02
7. „Eastern European Reggeaton” (Morlenka Remake) – 3:54

- Oficjalny teledysk do „Eastern European Funk” – 2:42
- Występ na żywo z utworem „Eastern European Funk” w finale eliminacji eurowizyjnych – 2:45
- Wykonanie na żywo „Keen on Dancing” w studiu nagraniowym – 3:26